# Pierre Talon
Pierre Talon (Québec, 1676 – XVIII secolo) è stato un esploratore francese.

## Biografia
Nato nel 1676 nella provincia canadese del Québec da Luicien e Isabelle Planteau, si trasferì con la sua famiglia in Francia dove nel 1684 arruolato con René Robert Cavelier de La Salle, nel suo tentativo di colonizzare la Louisiana. Poco dopo essere sbarcato, a Talon fu assegnato il compito di imparare la lingua dei nativi, con i quali trascorse sei anni. 
Dopo la morte di La Salle e il massacro di molti coloni da parte degli spagnoli, Talon si trasferì in Messico dove rimase dieci anni. 
Tornato in Europa, Talon riportò una relazione dettagliata sulle tribù indiane presso le quali aveva vissuto, oltre che sulla fauna e flora delle rispettive regioni.